# Kamau Brathwaite
Edward Kamau Brathwaite (Bridgetown, Barbados, 11 de mayo de 1930-4 de febrero de 2020) fue un crítico, autor y profesor barbadense.
Considerado uno de los escritores más renombrados de la literatura del Caribe, fue profesor de literatura comparada en la New York University. En 2006 fue galardonado con el prestigioso premio de Poesía Griffin, por su libro de poesía Born to Slow Horses.
Tenía un doctorado de la Universidad de Sussex (1968) y fue cofundador del Movimiento de Artistas del Caribe (CAM). En 1983 fue designado fellow Guggenheim y Fulbright, y en 1994 ganó el Premio Internacional Neustadt de Literatura, el Premio Bussa, el Premio Casa de las Américas en poesía, y en 1999 la Cita Charity Randall por Poesía Escrita y Declamada otorgada por el Forum Internacional de Poesía.
Se destacaba por sus estudios de la vida de la cultura de la gente de raza negra tanto en África y por la diáspora africana por el mundo en obras tales como Cultura folk de los Esclavos en Jamaica (1970); El desarrollo de la sociedad criolla en Jamaica, 1770-1820 (1971); Omens contradictorios (1974); Afternoon of the Status Crow (1982); e Historia de la Voz (1984), cuya publicación lo elevó al rango de autoridad sobre el nation language.

## Biografía
Brathwaite nació en Bridgetown, Barbados, cursó su educación secundaria en el Harrison College en Bridgetown. En 1949 ganó una beca para concurrir a la Universidad de Cambridge, donde estudió Inglés e Historia. 
En 1953, Brathwaite obtuvo su B.A. en Historia del Pembroke College, Cambridge, y comenzó a colaborar con el programa de la BBC Voces del Caribe en Londres. En 1954 se graduó en el Pembroke College de Cambridge obteniendo un Diploma en Educación; en 1955 Brathwaite trabajó como oficial educador en la Ghana. En 1960 se casó con Doris Monica Wellcome, una graduada de Guyana,.
En Ghana, escribió la destacada obra de teatro Odale's Choice que se estrenó en la Escuela Secundaria Mfantsiman. En 1962-63, se desplazó nuevamente para ejercer como Tutor Residente en el Departamento de Estudios Externos en Santa Lucía. Posteriormente en 1963, se desplazó a la Universidad de las Indias Occidentales (UWI), en Kingston, Jamaica, para enseñar en el Departamento de Historia. En 1966 fue parte del grupo fundacional del Movimiento de Aristas del Caribe (CAM) de Londres.
En 1971 lanzó Savacou, una revista del CAM, en la Universidad de las Indias Occidentales (UWI), Mona Campus en Kingston, Jamaica. Ese mismo año, la abuela de Ngugi wa Thiong'o le dio el nombre de Kamau en Limuru, Kenia, mientras pasaba una temporada trabajando en la Universidad de Nairobi, Kenia.
Entre 1997 y 2000 pasó tres años en "Cow Pasture", su residencia en Barbados. Durante este período se casó con Beverley Reid, una jamaiquina.
En 1992 comenzó a trabajar como profesor de literatura comparada en la New York University, dividiendo su tiempo entre Barbados y Nueva York.
En 2002 la Universidad de Sussex le concedió un doctorado honorario.
Falleció el 4 de febrero de 2020 en Barbados a los ochenta y nueve años.

## Premios y honores
- 1970: Premio Cholmondeley
- 1983: Beca Guggenheim
- 1983: Beca Fulbright
- 1987: Companion of Honour of Barbados (CHB)
- 1994: Premio Internacional Neustadt de Literatura
- 1999: Charity Randall Citation for Performance and Written Poetry from International Poetry Forum
- 2002: Doctorado honorario, Universidad de Sussex
- 2006: Premio Griffin de Poesía[14]
- 2006: Medalla de Oro Musgrave, de Literature del Instituto de Jamaica[15][16]
- 2010: Premio W. E. B. Du Bois
- 2011: Premio Casa de las Américas
- 2015: Medalla Robert Frost Medal de la Asociación Estadounidense de Poesía.[17]

## Obras selectas
- Four Plays for Primary Schools (1964)
- Odale's Choice (1967)
- Rights of Passage (1967)
- Masks (1968)
- Islands (1969)
- Folk Culture of the Slaves in Jamaica (1970)
- The Development of Creole Society in Jamaica, 1770-1820 (1971)
- The Arrivants (1973)
- Contradictory Omens: Cultural Diversity and Integration in the Caribbean (1974)
- Other Exiles (1975)
- Days & Nights (1975)
- Black + Blues (1976)
- Mother Poem (1977)
- Soweto (1979)
- History of the Voice (1979)
- Jamaica Poetry (1979)
- Barbados Poetry (1979)
- Sun Poem (1982)
- Afternoon of the Status Crow (1982)
- Gods of the Middle Passage (1982)
- Third World Poems (1983)
- History of the Voice: The Development of Nation Language in Anglophone Caribbean Poetry (1984)
- Jah Music (1986)
- X/Self (1987)
- Sappho Sakyi's Meditations (1989)
- Shar (1992)
- Middle Passages (1992)
- The Zea Mexican Diary: 7 September 1926 - 7 September 1986 (1993)[18]
- Trenchtown Rock (1993)
- Barabajan Poems (1994)
- Dream Stories (1994)
- Words Need Love Too (2000)
- Ancestors (2001)
- Magical Realism (2002)
- Golokwati (2002)
- Born to Slow Horses (2005) (winner of the 2006 International Griffin Poetry Prize)
- Limbo. As published in Oxford AQA GCSE English Anthology, 2005 and 2008
- Elegguas (2010)[19]

## Semblanzas críticas sobre Brathwaite
- Emily Allen Williams, The Critical Response to Kamau Brathwaite. Praeger, 2004.
- Timothy J. Reiss. For The Geography of A Soul: Emerging Perspectives on Kamau Brathwaite. Africa World Press, 2002.
- Kelly Baker Josephs, "Versions of X/Self: Kamau Brathwaite's Caribbean Discourse" Archivado el 18 de agosto de 2010 en Wayback Machine., Anthurium, 1.1 (Fall 2003).
- June Bobb, Beating a Restless Drum: The Poetics of Kamau Brathwaite and Derek Walcott. Trenton, NJ: Africa World Press, 1997.
- ed. Stewart Brown. The Art of Kamau Brathwaite (Seren, 1995, ISBN 9781854110923).
- Loretta Collins, "From the 'Crossroads of Space' to the (dis)Koumforts of Home: Radio and the Poet as Transmuter of the Word in Kamau Brathwaite's 'Meridian' and Ancestors", Anthurium, 1.1 (Fall 2003).
- Raphael Dalleo, "Another 'Our America': Rooting a Caribbean Aesthetic in the Work of José Martí, Kamau Brathwaite and Édouard Glissant", Anthurium, 2.2 (Fall 2004).
- Montague Kobbe, "Caribbean Identity and Nation Language in Kamau Brathwaite", Latineos, 23 December 2010. Retrieved 18 October 2012.
- Melanie Otto, A Creole Experiment: Utopian Space in Kamau Brathwaite's "Video-Style" Works. Trenton, NJ: Africa World Press, 2009.
- Anna Reckin, "Tidalectic Lectures: Kamau Brathwaite's Prose/Poetry as Sound-Space", Anthurium, 1.1 (Fall 2003).
- Andrew Rippeon, "Bebop, Broadcast, Podcast, Audioglyph: Scanning Kamau Brathwaite's Mediated Sounds."  Contemporary Literature, 55.2 (Summer 2014).